# Narrative designer
Un narrative designer, ou scénariste de jeu vidéo, est un rôle dans le développement de jeux vidéo contemporains.
Dans leur conférence de 2018 à la Game Developers Conference, le duo d'écrivains et de concepteurs narratifs Molly Maloney et Eric Stirpe décrivent la différence comme une où l'écrivain se concentre sur les personnages du jeu, tandis que le concepteur se concentre sur l'expérience du joueur de l'histoire du jeu. Ainsi, le rôle du concepteur narratif dans la narration interactive est unique en ce qu'il s'agit d'un processus actif pour créer une histoire à travers la navigation d'un joueur dans un espace de données.